# Martin Eden (Billie Hughes)
Martin Eden è un brano del cantautore statunitense Billie Hughes, scritto per la miniserie televisiva Martin Eden del 1979, ispirata all’omonimo romanzo di Jack London, diretta da Giacomo Battiato e interpretata da Christopher Connelly. Il brano rappresenta la versione cantata del tema musicale composto dagli italiani Ruggero Cini e Dario Farina, con testo scritto da Hughes. 
La collaborazione tra Hughes e i compositori italiani fu promossa dalla CBS/Epic, che organizzò il progetto tra gli Stati Uniti e l’Italia. Hughes scrisse il testo e si recò a Roma per la registrazione del brano. 
Martin Eden fu pubblicato come singolo in Europa dalla CBS e raggiunse le classifiche in diversi Paesi, tra cui la Svezia, dove entrò in classifica il 31 gennaio e raggiunse la seconda posizione il 7 marzo 1981. 
In Germania, la miniserie fu trasmessa per la prima volta domenica 12 ottobre 1980 e nelle tre domeniche successive.

## Tracce
1. Martin Eden – 3:28
2. Mexicana – 3:28
3. Martin Eden (Instrumental) – 3:28

## Versione di Petr Rezek
L'artista ceco Petr Rezek ha inciso Martin Eden con testo in lingua ceca e il titolo Tulák Po Hvězdách (letteralmente "Vagando tra le Stelle") come singolo nel 1984, insieme alla sua band Centrum. 
Il brano Tulák Po Hvězdách (Martin Eden) è stato successivamente incluso nella raccolta retrospettiva Pop Gallerie di Petr Rezek, pubblicata dall’etichetta Supraphon nel 2008. 

## Cover
- Smugglers, Polonia, 2009
- Las Mejores Series de TV Vol. 2, 2014